# Montaggio
Il montaggio cinematografico è una delle fasi di realizzazione del film e delle opere audiovisive in genere.  Il montaggio è, altresì, la prima e principale fase della cosiddetta Post-produzione, che nell'iter del film comprende tutto ciò che si svolge al termine delle riprese.
Il montaggio viene eseguito dal montatore cinematografico, si attua tramite particolari procedure e prassi tecniche e dà luogo a realizzazioni espressive e linguistiche.
Per molti teorici del cinema (Sergej Ėjzenštejn in primis), il montaggio è considerato lo “specifico filmico”, ovvero la disciplina propria esclusivamente del cinema e che la distingue da tutte le altre forme espressive. Il montaggio è l'elemento fondante dell'istanza narrante filmica e, al contempo, è strumento dell'istanza narrante filmica per costruire la narrazione.
Montaggio e regia sono intrinsecamente legati, in quanto entrambi concorrono nella costruzione espressiva del racconto filmico. È con il découpage che il montaggio inteso come momento concettuale esce dalla moviola e "anticipa sé stesso" durante la scrittura della sceneggiatura e durante le riprese. Il découpage segmenta gli eventi narrativi e attribuisce ad ogni segmento determinate scelte tecniche e artistiche (o, per meglio dire, “espressive”) orientate alla costruzione complessiva del film.

## Storia
Il primo ad utilizzare tecniche di montaggio fu uno dei pionieri del cinema, Georges Méliès, il quale comprese che tagliando e incollando tra loro spezzoni di diverse riprese si potevano creare rudimentali effetti speciali (definite "vedute d'azione"). Fu invece David W. Griffith il primo ad avere piena consapevolezza delle potenzialità del montaggio ai fini narrativi.
Nel film Nascita di una nazione del 1915, egli teorizzò gli elementi alla base del "linguaggio cinematografico": inquadratura, scena e sequenza. Il regista russo Vsevolod Illarionovič Pudovkin racconta che nel 1920 il regista russo Lev Vladimirovič Kulešov compì un importante esperimento (poi chiamato effetto Kulešov): alternò col montaggio il primo piano dell'attore Ivan Mozžuchin con riprese di vario tipo (un piatto di minestra, una bambina in una bara, una donna su un divano) e, sebbene l'espressione del viso dell'attore non cambiasse, il pubblico percepiva i suoi differenti stati d'animo (fame, paura, tenerezza). Questo esperimento permise in seguito ad Ejzenštejn, nonché agli esponenti dell'espressionismo tedesco e del surrealismo, di dare una dimensione nuova al montaggio: attraverso la correlazione o l'opposizione di due immagini in sequenza, si ottenevano significati e simbolismi che travalicavano il contenuto delle singole inquadrature.
In seguito, con l'avvento del sonoro e l'eliminazione delle didascalie, il montaggio divenne più fluido: la transizione fra le inquadrature aveva ora una maggiore continuità, potendo utilizzare dialoghi e suoni in aggiunta a dissolvenze e inserti (piccole inquadrature di raccordo o esplicative, spesso riguardanti un dettaglio). A partire dagli anni cinquanta, i registi iniziarono ad aumentare il ritmo dei film, eliminando i tempi morti, introducendo l'ellissi, dando maggiore importanza al fuori campo e modificando la continuità temporale del film con più libertà. Si prestava ora maggior attenzione al significato dell'intera scena, ai rapporti di causa ed effetto, all'interpretazione degli attori, tralasciando i particolari non strettamente necessari.
Con l'avvento del digitale negli anni '90, il montaggio ha subito un'ulteriore evoluzione. Il passaggio dal montaggio tradizionale su pellicola a quello digitale ha automatizzato molti processi, rendendo il lavoro dei montatori più rapido ed efficiente. Negli ultimi anni, l'introduzione dell'intelligenza artificiale (IA) ha ulteriormente rivoluzionato il montaggio cinematografico. Strumenti avanzati come IBM Watson sono stati utilizzati per montare il trailer del film Morgan (2016), analizzando centinaia di trailer e selezionando automaticamente le scene più adatte, riducendo i tempi di produzione da settimane a pochi giorni. Allo stesso modo, software come Adobe Premiere Pro, con il suo Adobe Sensei, e DaVinci Resolve Neural Engine automatizzano processi come la correzione del colore e la sincronizzazione dell'audio, consentendo ai montatori di concentrarsi maggiormente sugli aspetti creativi.

## Il lavoro del montaggio
La lingua inglese distingue in due diverse discipline quello che in italiano chiamiamo montaggio: il cutting e l'editing: il primo è l'insieme di operazioni pratiche (taglio, giunzione, messa in ordine...), mentre l'editing è il processo ideologico e intellettuale volto alla costruzione di senso e di narrazione. Questa disambiguazione non è presente in italiano, dove quindi può capitare di confondere le due attività, che in ogni caso sono svolte entrambe dal montatore o dall'équipe del montaggio.
Da un punto di vista tecnico il montaggio (nell'accezione del cutting) è il momento in cui le varie riprese (dette girato) vengono messe in sequenza, ovvero secondo la consecuzione temporale prevista in sceneggiatura così da dare luogo al racconto del film. La fase del montaggio inizia con la visione analitica del girato, la scelta delle inquadrature (teniamo presente che usualmente ogni inquadratura viene girata più volte, al fine proprio di giungere al montaggio con un ventaglio di scelte) e la loro disposizione in sequenza. Nella prassi, accade spesso che al montaggio la consecuzione degli avvenimenti (e quindi lo svolgimento narrativo) viene modificata rispetto a quanto previsto in sceneggiatura.
La "composizione" del film avviene attraverso tagli e unioni per mezzo di attrezzature meccaniche (come la Moviola e la pressa Catozzo) o computer (workstation o software di montaggio come Avid Media Composer, LightWorks Apple Final Cut Pro 7, DaVinci Resolve nel caso del cinema e Adobe Premiere, Sony Vegas Pro nel caso del video, giusto per citare alcuni dei prodotti più diffusi). In particolare, nel cinema per montaggio si intende soprattutto il cosiddetto "montaggio scena", in cui ci si occupa principalmente della scena, cioè delle immagini; il "montaggio scena"  è seguito dal montaggio del suono, che si occupa della rielaborazione dell'audio, nelle sue diverse tracce. Fase preliminare del montaggio è la sincronizzazione, ovvero l'accoppiamento delle immagini ai rispettivi suoni, registrati separatamente in fase di ripresa.

### Il montatore
Montare un film significa, secondo una affermazione consolidata nel mondo del cinema, riscriverlo. Non nell'accezione letterale, ma nel senso che montare un film significa costruire da capo la narrazione, la significazione e l'enunciazione che erano state stabilite in fase di scrittura della sceneggiatura. Il lavoro del montatore è quello di portare a termine questa riscrittura. Per fare questo il montatore del film deve dare luogo ad una complicata ma imprescindibile dicotomia: egli deve essere pienamente immerso nelle questioni tecniche, artistiche ed espressive del film, ma al contempo deve mantenere costantemente la verginità dello spettatore. Ovvero: il montatore per poter tirare le fila della matassa che costituisce il film (pensiamo alla coerenza e comprensibilità della trama, alla giusta rappresentazione dei personaggi, alle problematiche tecniche, alla enunciazione dell'idea di fondo, la tesi) deve esserne completamente immerso e coinvolto. Ma deve anche vedere il frutto del suo lavoro con la freschezza e l'ingenuità dello spettatore, di colui cioè che vedrà quel film senza avere a priori idea delle problematiche contenute.
Dal punto di vista tecnico, il montatore fa parte di una équipe di lavoro che lo coadiuva. Avrà a sua disposizione un aiuto ed un assistente  che svolgeranno il lavoro di cutting, di organizzazione e catalogazione del girato, e poi altri assistenti specifici (montaggio dei dialoghi, effetti...). All'atto pratico, il cutting del film consiste nel tagliare il materiale a disposizione, isolando singoli elementi, spezzoni più o meno lunghi per poi congiungerli a formare una scena, ossia quella particolare parte del film che si svolge in un determinato luogo e lasso di tempo. Montando tra loro le scene, si ottengono le sequenze, ovvero i capitoli del film. Mettendo in fila le sequenze si completa il montaggio.

## Le attrezzature

### Montaggio ai tempi del digitale: on-line e off-line
Per montaggio on-line si intende un montaggio eseguito utilizzando apparecchiature della stessa classe di quelle utilizzate per la ripresa, cioè pellicola, videoregistratori professionali e centraline di classe alta. Per montaggio off-line si intende un montaggio eseguito riversando il girato su un supporto di lavoro, spesso economico, o acquisendolo in un sistema di montaggio a bassa risoluzione. Eseguito il montaggio, si ha a disposizione una lista di operazioni (detta Edit Decision List o EDL) che, usando il timecode o il numero di piedaggio sulla pellicola, può pilotare macchine online per eseguire il montaggio vero e proprio sui supporti di origine.

### Cinema

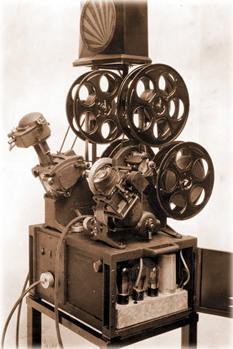
Una Moviola antica

Il montaggio cinematografico viene eseguito a partire dal 1924 con una Moviola, la quale consente varie operazioni, compresa la sincronizzazione dell'audio. La Moviola permette di eseguire un montaggio "diretto", giuntando direttamente le immagini di una copia di lavorazione una dopo l'altra. Se nella parte di film già montata si ha la necessità di apportare delle modifiche [inserire o togliere un'immagine, allungare o accorciare un'inquadratura, oppure aggiungere o levare un'intera scena] con la Moviola è possibile: si disfa la giunta dove si vuole procedere alla modifica, come da esigenze, e si rifanno le nuove giunte, che sono eseguite con apposito strumento. Dopo le modifiche apportate il montato non conserverà la stessa durata originale.
Nella storia del montaggio, fu fondamentale l'introduzione della cosiddetta "pressa Catozzo" inventata da Leo Catozzo, uno dei montatori che lavorarono con Federico Fellini. La pressa è una giuntatrice che utilizza del nastro adesivo per unire i due lembi di pellicola. Viene utilizzata ancora oggi dai proiezionisti per unire i rulli in cui è divisa la pellicola prima della proiezione.
Nella pratica moderna, si va sempre più diffondendo un montaggio off-line, cioè usando sistemi video su cui sono stati riversati i girati, oppure un procedimento interamente digitale eseguito in maniera "non lineare", utilizzando dei software specifici (come alcuni di quelli prodotti da Sony Vegas Pro o After Effects): si può procedere ad assemblare il film con grande libertà, limando ed aggiustando progressivamente il risultato ottenuto. Tutto il materiale girato (o solo le riprese "buone") è digitalizzato e memorizzato su hard disk, dando la possibilità di intervenire facilmente in qualsiasi punto (senza nastri o pellicole da riavvolgere in continuazione). Si ha inoltre la possibilità di effettuare più facilmente la correzione del colore, l'inserimento degli effetti speciali e la sincronizzazione della colonna sonora.
Una via di mezzo tra Moviola e montaggio digitale è costituita dai sistemi di marcatura della pellicola, con telecinema in grado di leggere un particolare timecode impresso sul bordo della pellicola durante le riprese. Questo consente una maggiore precisione e velocità nel lavoro rispetto alla Moviola, poiché il materiale viene acquisito e lavorato come se fosse nativamente digitale.
Al termine del montaggio, qualunque sia il sistema utilizzato si ricava di solito una EDL che verrà utilizzata per tagliare direttamente il negativo e assemblare la copia per la stampa cinematografica dei positivi da proiezione. I sistemi di montaggio non lineare sono in grado di pilotare le apparecchiature di stampa per adattare così le correzioni di colore e realizzare gli effetti speciali.

### Video e televisione
L'avvento dei sistemi non lineari ha rivoluzionato gran parte del lavoro di montaggio anche nel video e in televisione: i sistemi di editing possono acquisire digitalmente il video nel loro formato nativo preservandone il formato originale, trasferendolo nel sistema senza alcun tipo di deterioramento. Tutto il lavoro di montaggio e l'effettistica viene realizzato direttamente sul sistema, ed esportato alla fine richiedendo al massimo un passaggio di rendering per gli effetti e le correzioni applicate. Una volta terminato, il filmato montato è anche già pronto per la messa in onda senza richiedere un successivo riversamento.

## La rivoluzione del tavolo di montaggio Prevost (moviola orizzontale)
La prima moviola orizzontale al mondo fu realizzata alla fine degli anni dieci del Novecento dall’ingegnere italiano Attilio Prevost (1890-1954), fondatore insieme alla moglie Elena Lanzoni Prevost delle officine omonime, che brevettò un sistema di scorrimento della pellicola con moto continuo che utilizzava per la proiezione un prisma a compensazione ottica.
Uno di questi esemplari, il cui nome tecnico è "tavolo di montaggio", oppure "tavolo di sincronizzazione e montaggio" è esposto presso il Museo nazionale del cinema di Torino.
Fu una rivoluzione. Infatti a differenza delle "moviole verticali", che a Hollywood consegnavano il "final cut" esclusivamente in mano alla produzione, con il tavolo di montaggio Prevost (definito in seguito per estensione moviola), il regista poteva stare accanto al montatore, guardare l'immagine e partecipare a quella parte decisiva del processo di creazione del film che, in questo modo, diveniva pienamente opera d'autore.

## Il montaggio: atto di creazione linguistica
"Passare da un'immagine a due immagini, significa passare dall'immagine al linguaggio", questa affermazione del teorico Christian Metz rivela molto sulle implicazioni linguistiche del montaggio. Come perspicacemente nota Giovanni Oppedisano, "i dispositivi linguistici che consentono al cinema di rappresentare il mondo “fisico” e “immaginario”, di produrre senso, emozioni, idee, sono costituiti da un sistema di segni del tutto originale, sulla cui origine e natura è ancora vivo un dibattito culturale che coinvolge le più diverse discipline. In questa dialettica occorre analizzare il funzionamento dei complessi processi di significazione del linguaggio cinematografico in relazione alle modalità percettive dell’immagine filmica. Il fenomeno della rappresentazione delle “cose del mondo” colte nel loro divenire, e esaminato dal punto di vista dell’autore e dello spettatore alla luce delle dinamiche linguistiche e psicologiche che agiscono nella visione dell’opera cinematografica. Attraverso la distinzione tra significato e significante, il montaggio cinematografico va ritenuto, nelle varie fasi della sua evoluzione, come l’atto compositivo che fa del cinema un’arte metonimica: il momento di convergenza e sintesi delle problematiche espressive che sono alla base dei processi evolutivi del linguaggio cinematografico". Il montaggio costituisce l'aspetto strutturale ed estetico del film, essendo il momento di congiunzione e sintesi di tutti i linguaggi coinvolti nell'edificazione dell'opera filmica.
Tra le peculiarità del montaggio troviamo la costruzione dello spazio e del tempo. Il montaggio, nella gestione delle inquadrature, nella possibilità di disporle a piacimento e di alterare la durata reale delle riprese e quindi delle azioni del film, va a creare i cosiddetti spazio e tempo cinematografici. Il montaggio consente di allungare, ripetere, oppure accorciare ed elidere i tempi, e parimenti può mostrare con apparente continuità (la cosiddetta continuità cinematografica) spazi e luoghi in realtà assolutamente non continui o non esistenti. Lo spazio-tempo reale e diegetico viene scardinato dal montaggio, che crea uno spazio-tempo assolutamente irreale ma al contempo visibile, realmente visibile sullo schermo. Si evince come il montaggio sia l'elemento fondante dell’istanza narrante filmica, ed al contempo il montaggio è strumento dell'istanza narrante filmica per costruire la narrazione.
Strettamente connesso ai concetti di spazio-tempo cinematografico e di narrazione filmica si pone il concetto del ritmo. Il ritmo è scaturito da una serie di elementi che il montaggio unisce e modifica. Il montaggio quindi è il fattore dal quale dipende la percezione da parte dello spettatore del ritmo della narrazione.
Un elemento linguistico importante nella costruzione narrativa ed espressiva del film, e che viene maneggiato nel montaggio, è la ocularizzazione. Con questo termine lo studioso François Jost definisce "la relazione che si instaura tra ciò che la macchina da presa (o l'istanza narrante) mostra e ciò che si presume il personaggio veda". La ocularizzazione consiste di due registri: un primo registro prevede che l'immagine mostrata sullo schermo sia ciò che l'istanza narrante mostra allo spettatore, una sorta di sguardo assoluto; il secondo registro invece prevede che la visione dello spettatore sullo schermo sia pienamente combaciante con lo sguardo di un determinato personaggio. Nel primo caso lo sguardo dello spettatore è lo sguardo della macchina da presa e i due punti di vista coincidono: sullo schermo troviamo ciò che lo spettatore vede in quanto "testimone oculare" della vicenda narrata. In termini tecnici queste inquadrature vengono dette oggettive, e di prassi sono le prevalenti in un film, se non le uniche. Nel secondo caso lo sguardo dello spettatore è lo sguardo della macchina da presa che a sua volta è lo sguardo del personaggio in questione: sullo schermo lo spettatore trova ciò che il personaggio vede, cioè lo spettatore guarda con gli occhi del personaggio. Tecnicamente questa inquadratura detta inquadratura è detta soggettiva. La gestione sapiente della ocularizzazione è alla base del processo di immedesimazione dello spettatore nella vicenda e nei personaggi.
Facendo riferimento ai principi della narratologia, il montaggio è il momento di costruzione e manipolazione tanto del dato fabula quanto del dato intreccio, e del loro reciproco discostamento con analessi e prolessi (in inglese rispettivamente flashback e flashforward).

### Le scelte artistiche
Da un punto di vista artistico ed espressivo, si tratta di dare un ritmo al film, e ciò dipende dalla struttura narrativa del film e dall'impianto registico. La vulgata, purtroppo spesso viva anche tra professionisti e studiosi del cinema, vuole che il ritmo del film sia correlato da una parte alla lunghezza delle inquadrature (affermazione semplicistica e superficiale) e dall'altra dal genere di trama; ad esempio, sostenere che un film romantico avrà un montaggio meno frenetico di un film d'azione significa innanzitutto non aver compreso la natura fondante del montaggio e del ritmo nell'istanza narrante, e dall'altra non aver visto molti film, non aver avuto modo di studiare tutta la casistica di soluzioni registiche possibili per raccontare con il cinema. L'industria cinematografica nordamericana (Hollywood per intenderci) ha mostrato presto il bisogno di imbrigliare in regole produttive quello che altrimenti sarebbe un "incontrollabile" processo creativo: l'industrializzazione prevede se non proprio delle catene di montaggio, quanto meno dei flussi produttivi prestabiliti e standardizzati. L'industria hollywoodiana ha provato a far ciò, e si è creata una serie di regole molto azzeccate e funzionanti codificate sotto il nome di grammatica della regia e del montaggio. Tale termine, a voler essere puntuali, rappresenta in realtà una contraddizione in termini, dato il cinema come un linguaggio e non una lingua, ed essendo la distinzione tra i due proprio l'assenza di grammatica del primo rispetto al secondo; ma queste sono sottigliezze da studiosi di linguistica e semiotica.
Vediamo alcuni esempi di queste convenzioni hollywoodiane che hanno segnato il montaggio del cinema classico americano ed ancora oggi pesano pesantemente sulla costruzione linguistica dei film:
- la durata di una scena può essere allungata inserendo inquadrature secondarie, mostrando un dettaglio o un punto di vista alternativo (anche se è spesso obbligata dalla sceneggiatura e dalla lunghezza dei dialoghi);
- per mostrare lo spazio in cui si svolge la scena, può essere utile alternare campi e controcampi, in modo che lo spettatore abbia una visione più ampia dell'ambiente;
- il montaggio "alternato" è utilizzato per narrare la stessa vicenda nello stesso tempo da due inquadrature diverse. Consiste nell'alternare le inquadrature girate separatamente nei due ambienti che convergeranno poi nella stessa azione (fu inventato da Edwin S. Porter nel film ampiamente dibattuto intitolato "The Life of an America Fireman").
- il montaggio "parallelo", inventato da Griffith per il film Intolerance, è usato quando si vuole accostare due eventi, non necessariamente contemporanei, per mostrarne somiglianze o differenze;
- il montaggio può anche essere "in macchina", realizzato cioè con la cinepresa e non tagliando fisicamente la pellicola, fermando la ripresa per poi riprenderla in un secondo momento; oppure effettuare un piano sequenza, raccontando un'intera sequenza, cambi d'ambiente compresi, senza mai staccare (senza cioè interrompere la ripresa). Nel montaggio detto "interno" invece vi è una "negazione" del montaggio classico; un esempio può essere nel caso di una scena fissa dove il montaggio avviene alternando la profondità di campo. Orson Welles fu maestro in questo (si veda Quarto potere).
- la sceneggiatura può prevedere dei salti temporali indietro nel tempo, detti flashback, o in avanti, detti flashforward. Si possono realizzare in vari modi, anche con trucchi come dissolvenze e sfocature, che fanno capire allo spettatore che si sta per visualizzare un ricordo, una premonizione, un qualcosa che è già accaduto o che accadrà;
- si può effettuare anche una "ellissi", ossia una piccola omissione (pochi secondi) di ciò che sta accadendo: si mostra l'inizio di un'azione (ad esempio, un personaggio che gira la maniglia di una porta), e si stacca repentinamente per mostrare l'azione già compiuta (l'inquadratura successiva mostra il personaggio che chiude la porta essendo già dentro la stanza successiva).
- il montaggio può essere anche definito "analitico", quando suddivide uno spazio unico in inquadrature diverse.

Queste regole, come si diceva, sono spesso vendute come regole assolute, ma si tratta solamente di convenzioni, e delle più trite. Il cinema e i montatori hanno dimostrato che non sono queste convenzioni i veri mattoni con cui si erige il racconto filmico.